# 青鹿毛

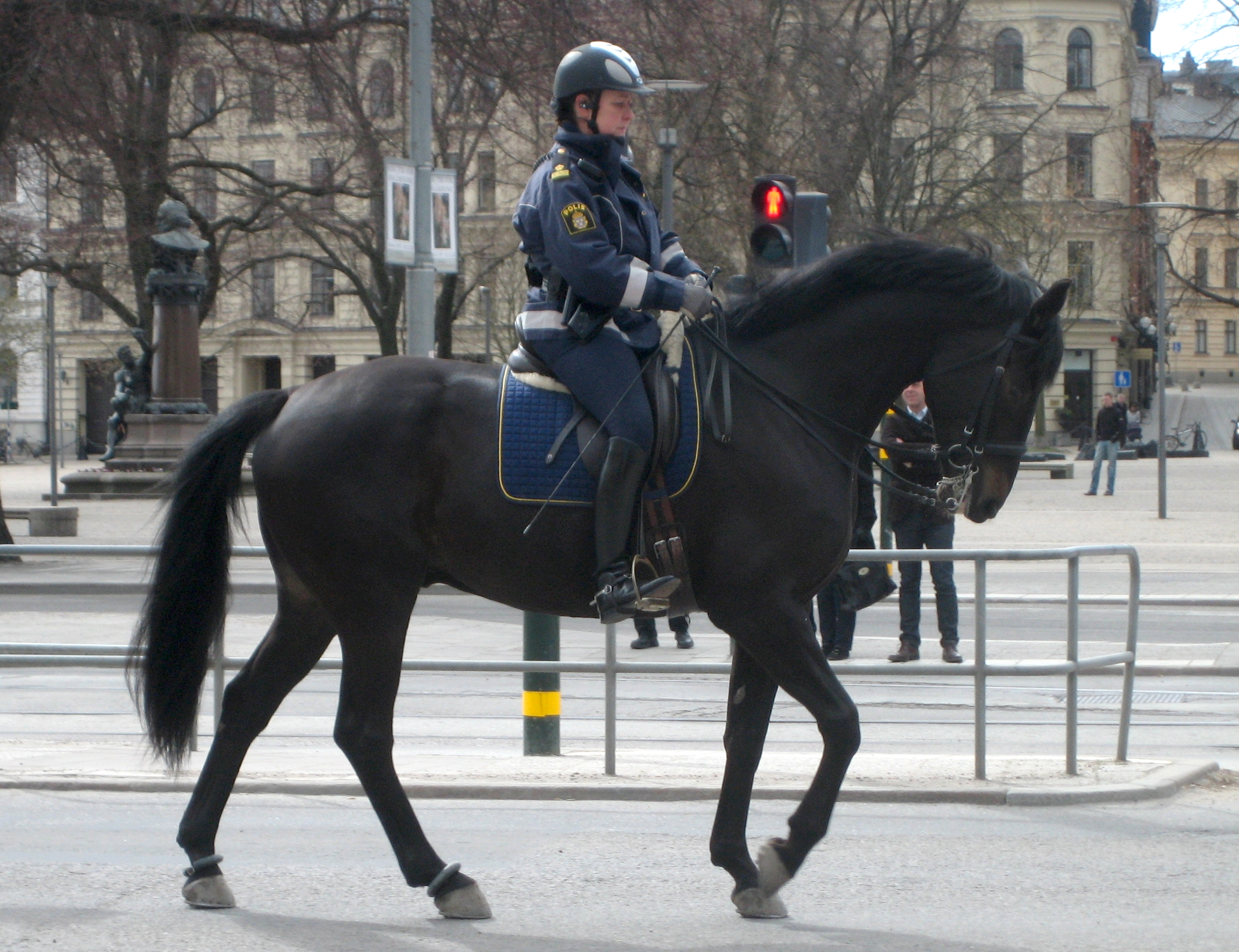
青鹿毛の馬

青鹿毛（あおかげ、英: Brown/Seal brown、羅: Umbrinus、中: 棕色）は、馬の毛色のひとつ。全身ほとんど黒色で、眼や鼻など部分的に褐色が認められる毛色のことである。黒鹿毛や青毛との区別は比較的難しく、これらを区別しない言語も多い。

## 特徴
多量のユーメラニンによる毛色である。エウメラニンの量は青毛より少なく、ごく少量のフェオメラニンを含んでいる。ほぼ黒に見えるが青毛と比較すると若干明るく、目の周辺、鼻、腋、膁が部分的に褐色を帯びる。黒鹿毛との区別はかなり難しい。

## 発現機構
青鹿毛の発現機構は不明瞭だが、ASIP（アグーチシグナル蛋白）の変異に原因があるとする報告がある。青毛も同様にASIPに変異を持つが、青毛のASIPが完全に機能を失っているのに対し、青鹿毛のASIPは若干の活性を持つ。このため、青毛ほどは完全に真っ黒にならないと考えられている。黒鹿毛の遺伝型は現在のところ不明だが、少なくともAtは持たないようである。
野生型である鹿毛のASIPをA、青鹿毛のASIPをAt、青毛のASIPをaとし、他の毛色関連遺伝子が全て野生型とすると、各遺伝子と表現型の関係は以下のようになると考えられている。
| ASIPのタイプ | A / A                | A / At               | A / a                | At / At | At / a | a / a |
| 表現型       | 鹿毛（または黒鹿毛） | 鹿毛（または黒鹿毛） | 鹿毛（または黒鹿毛） | 青鹿毛  | 青鹿毛 | 青毛  |

## その他
- サンケイスポーツや競馬エイトの馬柱で青鹿毛は「青ｶｹﾞ」(半角カナ部は正確には横中縦)と表記される。(黒鹿毛は「黒鹿」表記)